# Armand Schaefer
Armand Schaefer (5 de agosto de 1898 – 26 de setembro de 1967) foi um cineasta e produtor cinematográfico nascido no Canadá e naturalizado estadunidense. Produziu mais de 100 filmes entre 1932 e 1953, além de dirigir 24 filmes entre 1931 e 1946. Trabalhou, também, como roteirista de 4 filmes.

## Biografia
Filho de Frederick Charles Schaefer, nasceu em  East Zorra-Tavistock, Ontário, Canadá.
Seu primeiro trabalho como produtor foi na supervisão, em 1934, com o seriado Mystery Mountain, em que não foi creditado. Seu último trabalho na produção foi na televisão, na série Annie Oakley, no episódio Desperate Men, que foi veiculado em 24 de fevereiro de 1957.
Schaefer dirigiu pela primeira vez em 1931, o filme Hurricane Horseman, e sua última direção foi Exiled to Shanghai, lançado em 20 de dezembro de 1937. Desert Command, uma edição de 70 minutos do seriado The Three Musketeers, de 1933, estrelado por John Wayne, foi uma de suas direções, tendo sido relançado em 1946.
De 1955 a 1956, Schaefer fez uma parceria com Gene Autry para co-produzir os Westerns do ator e foi o presidente da Gene Autry Productions, companhia cinematográfica que produziu 32 filmes com Autry entre 1947 e 1953.
Faleceu aos 69 anos em Mono County, Califórnia, Estados Unidos.

## Filmografia parcial

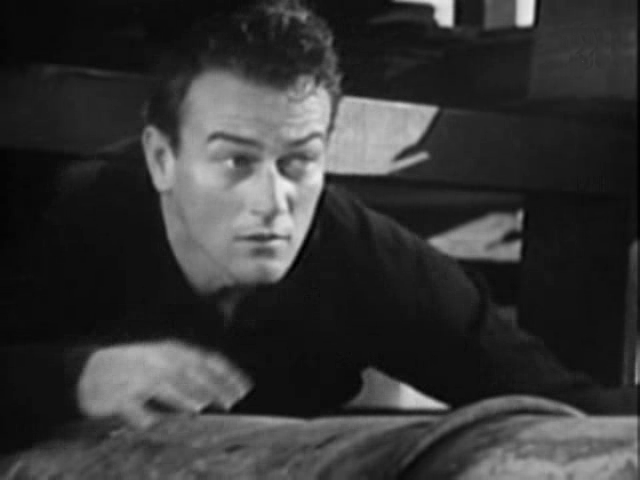
John Wayne em uma cena de Sagebrush Trail (1933), dirigido por Armand Schaefer.

- The Lightning Warrior (1931 – seriado, direção)
- The Mystery Trooper (1931, seriado, assistente de direção)
- The Galloping Ghost (1931, seriado, assistente de direção)
- The Hurricane Express (1932 – seriado, direção)
- Fighting with Kit Carson (1933 – seriado, direção)
- Sagebrush Trail (1933 - direção)
- The Three Musketeers (1933, seriado, direção)
- Mystery Mountain (1934 – seriado, produção, roteiro)
- The Lost Jungle (1934 – seriado, direção)
- Burn 'Em Up Barnes (1934 – seriado, direção, roteiro)
- The Law of the Wild (1934, direção)
- The Miracle Rider (1935 – seriado, direção)
- The Phantom Empire (1935 – seriado, produção, roteiro)
- Yodelin' Kid from Pine Ridge (1937 - produção)
- Storm Over Bengal (1938, produção)
- A Man Betrayed (1941, produção)
- Mercy Island (1941, produção)
- Scotland Yard Investigator (1945)
- The Strawberry Roan (1948 - produção)
- The Range Rider, série de televisão com 79 episódios entre 1951 e 1953. Produção.